# Domburg (Münster)
Bei der Domburg in Münster in Nordrhein-Westfalen handelt es sich um die Befestigung um den karolingerzeitlichen Komplex aus St.-Paulus-Dom und Bischofssitz.

## Geschichte
Entgegen der früheren Forschungsmeinung hat auf dem Münsteraner Domhügel keine sächsische Siedlung des 7./8. Jahrhunderts bestanden. Die erste Besiedlung des Areals bestand somit aus dem 793 durch den Missionar und ersten Bischof von Münster Liudger gegründeten Domkloster. Nach Liudgers Erhebung zum Bischof 805 wurde der erste Dom gebaut. Im 9. Jahrhundert entwickelte sich in dessen Umgebung eine Siedlung aus Pfosten- und Grubenhäusern. Die erste bekannte Befestigung der Domburg stammt frühestens aus der Zeit um 900.
Im Südosten der Domburg bestand die erste Befestigungsanlage aus einem 15–18 m breiten und 4 m tiefen Graben. Nach innen folgte eine 4 m breite Berme. Die Front des folgenden, über 2 m hohen Walls war mit einer Holzwand aus mächtigen Pfosten und Querhölzern geschützt. Eine zweite, kleinere Pfostenreihe stabilisierte in 6 m Abstand die Rückseite der Wallschüttung. Auf der Grabenkante und der Berme waren vor der Wallfront mehrere Lagen von Rasensoden aufgeschichtet und mit kleinen Pfosten gesichert. Im Norden und Osten bestand die vordere Sicherung des Erdwalls ausschließlich aus aufgestapelten Plaggen, die Holzwand fehlte dort. Tore sind für die erste Befestigungsphase bisher nicht nachgewiesen, sie werden im Osten und Südwesten vermutet.
Um 1000 wurden Holzwand und Plaggenbefestigung durch eine 1,4 bis 2,1 m breite Steinmauer ersetzt, außerdem wurde im Norden ein Tor in die Befestigung eingefügt. Am Anfang des 12. Jahrhunderts wurde die Steinmauer zumindest im Osten durch eine deutlich schmalere ersetzt, außerdem entstanden im Osten und Westen neue Tore, darunter das erstmals im Jahr 1112 Erwähnung findende Michaelistor am Michaelisplatz zwischen Domplatz und dem Rathaus.
In den Jahren 1121 und 1197 kam es zu verheerenden Bränden in der Domburg, woraufhin die bis dahin in der Domburg lebenden Händler und Handwerker ihre Behausungen in die umliegenden Straßen verlegten.
Für das 12. Jahrhundert lässt sich aus den Schriftquellen eine allmähliche Versumpfung und Verfüllung des umlaufenden Grabens erschließen, der nicht mehr gepflegt wurde. Zur gleichen Zeit ist der Wall abgetragen worden, um Platz für die Kurien der Domherren zu schaffen. Damit einher ging die Umwandlung der Domburg zur rein geistlichen Domimmunität, deren Grenze in der Mitte des verfüllten Burggrabens festgelegt wurde. Diese wurde ab 1277 durch die stellenweise noch vorhandene Immunitätsmauer markiert.

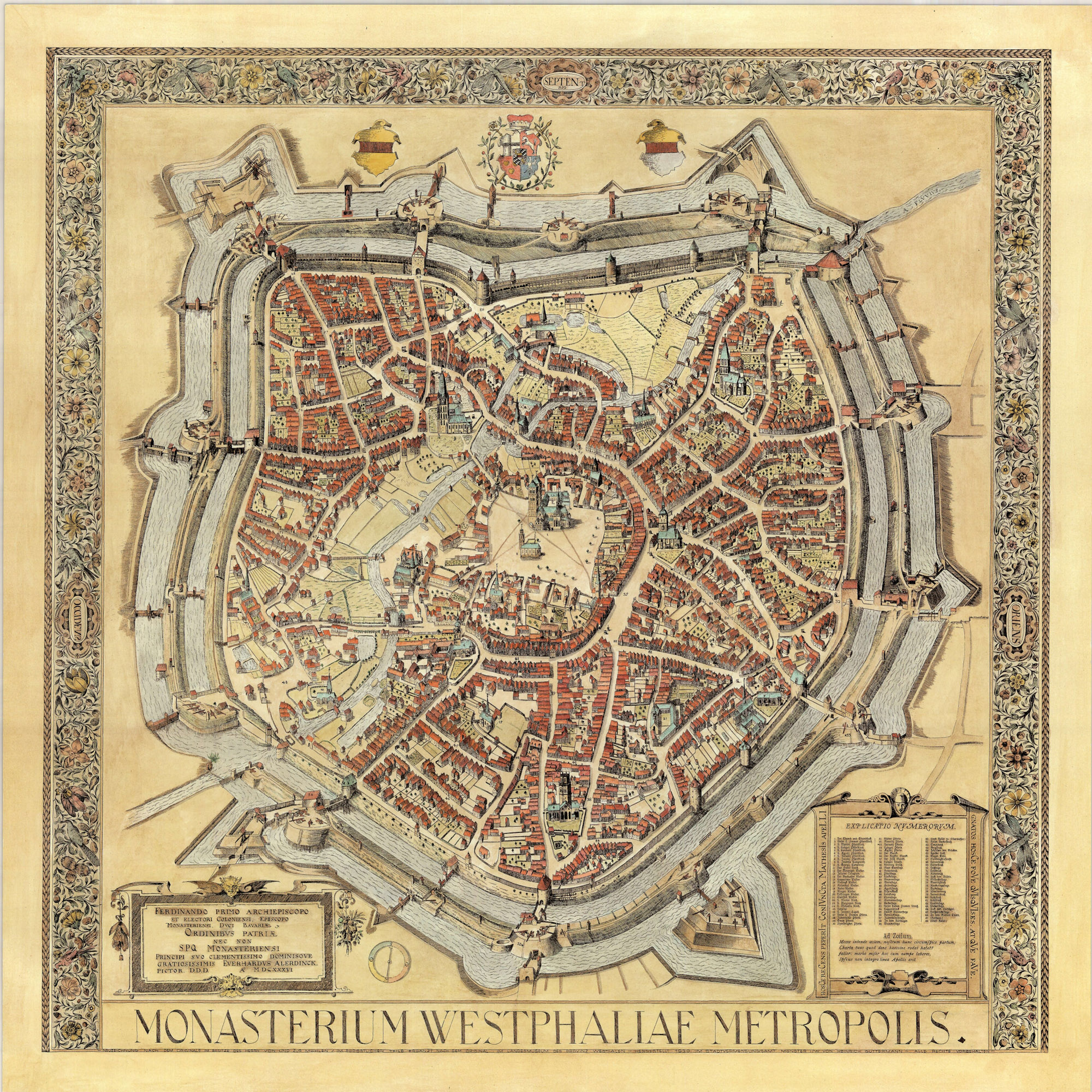
Der Stadtplan von Everhard Alerdinck aus dem Jahr 1636 zeigt in der Stadtmitte die Umrisse der Domburg.
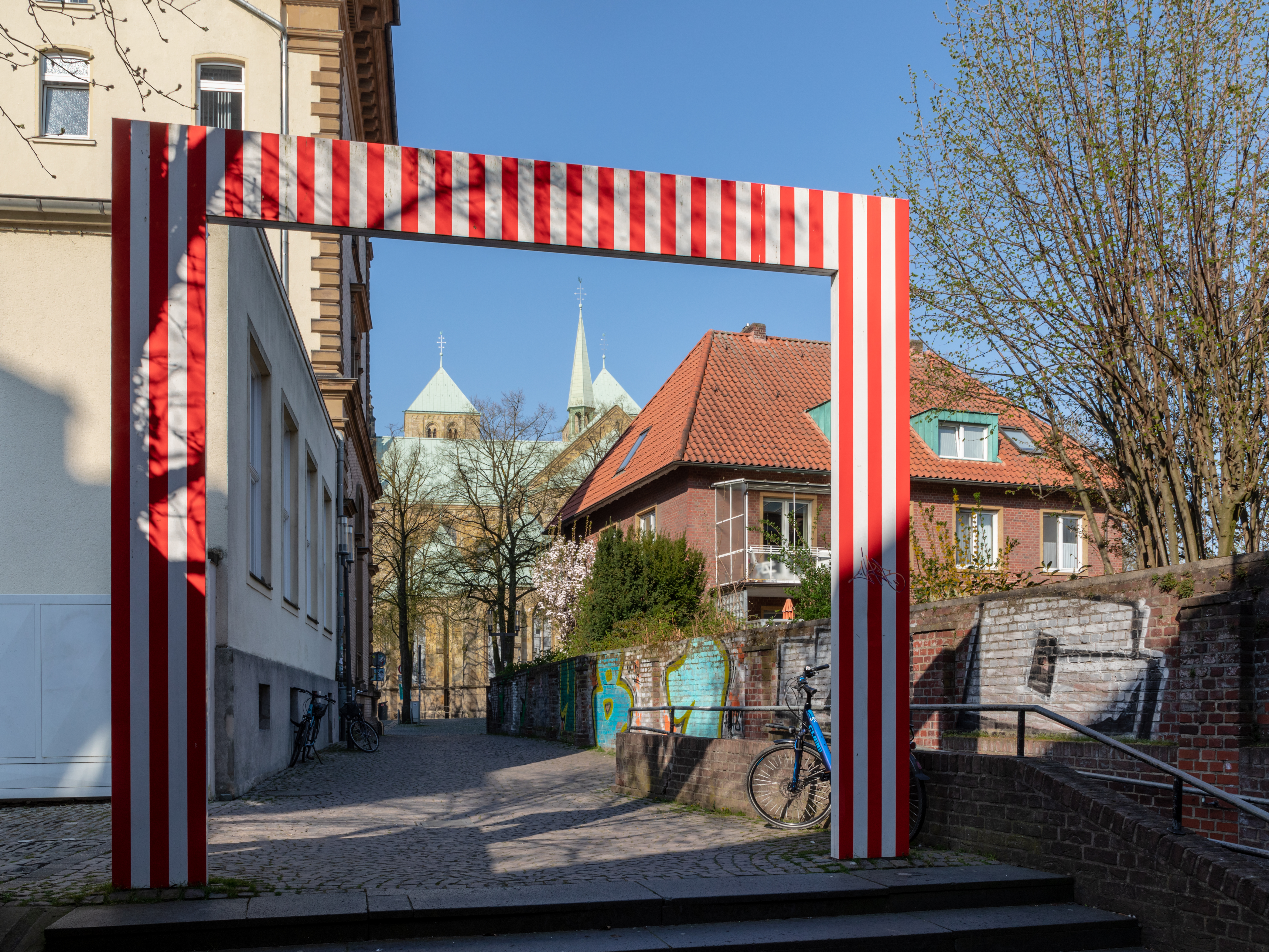
Das Kunstwerk von Daniel Buren der Skulptur Projekte aus dem Jahr 1987 markiert den Eingang zur Domburg.
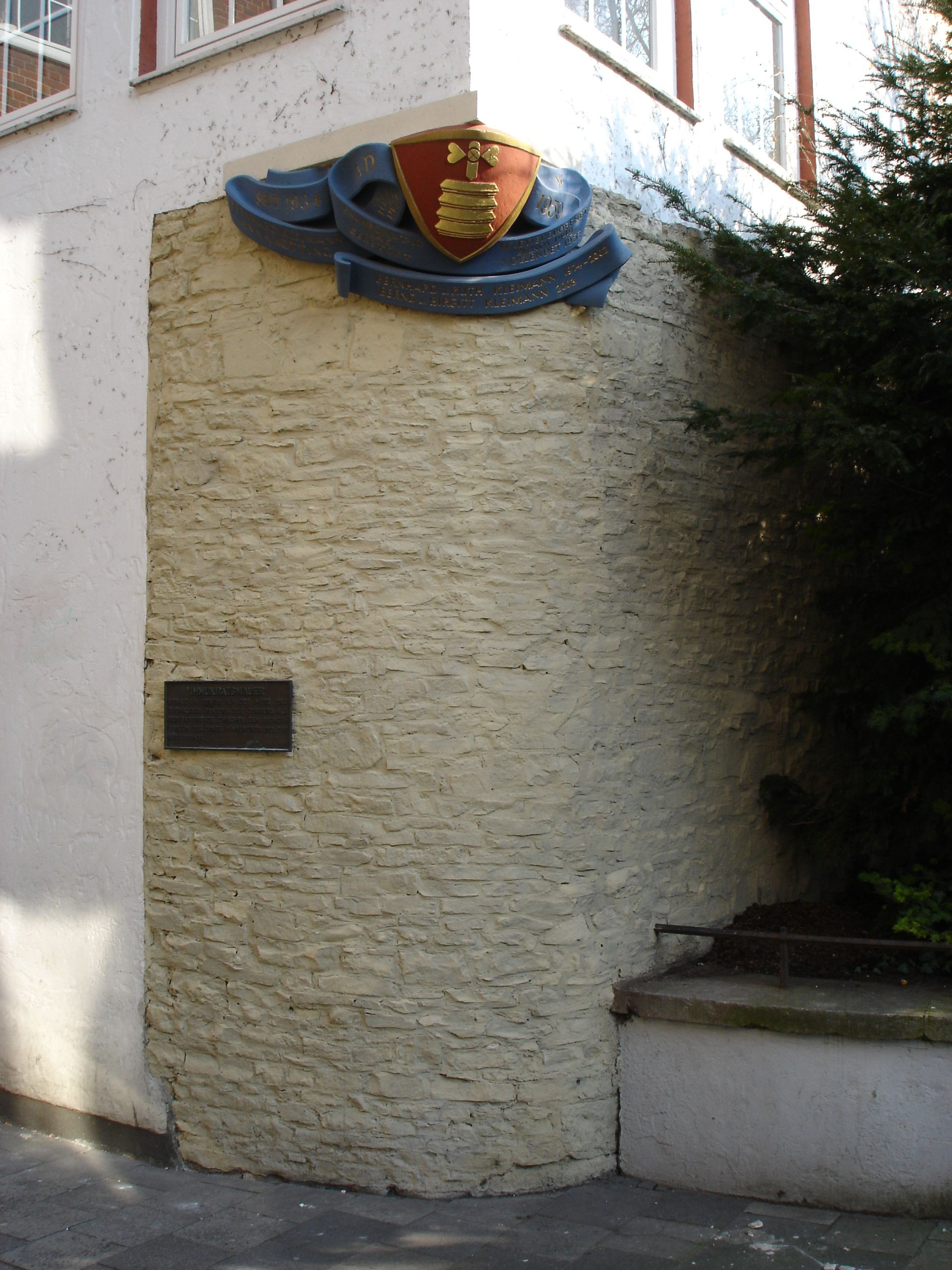
Letzter erhaltener Teil der ehemaligen Immunitätsmauer des Domplatzes.